# Fernando Barrachina Plo
Fernando Barrachina Plo (Granada, 24 de febrer de 1947 - València, 4 de gener de 2016) va ser un futbolista espanyol que feia de defensa. Va ser internacional amb la selecció espanyola.

## Clubs
| Club        | País    | Any       |
| ----------- | ------- | --------- |
| Granada CF  | Espanya | 1966-1969 |
| València CF | Espanya | 1969-1977 |
| Cadis CF    | Espanya | 1976-1979 |

## Palmarès
- Lliga amb el València CF l'any 1971.

## Internacionalitats
- 1 vegada internacional amb Espanya.
- Va debutar amb la selecció espanyola en La Línea de la Concepción el 15 d'octubre de 1969 contra Finlàndia.[3]